# Enfoque dramatúrgico

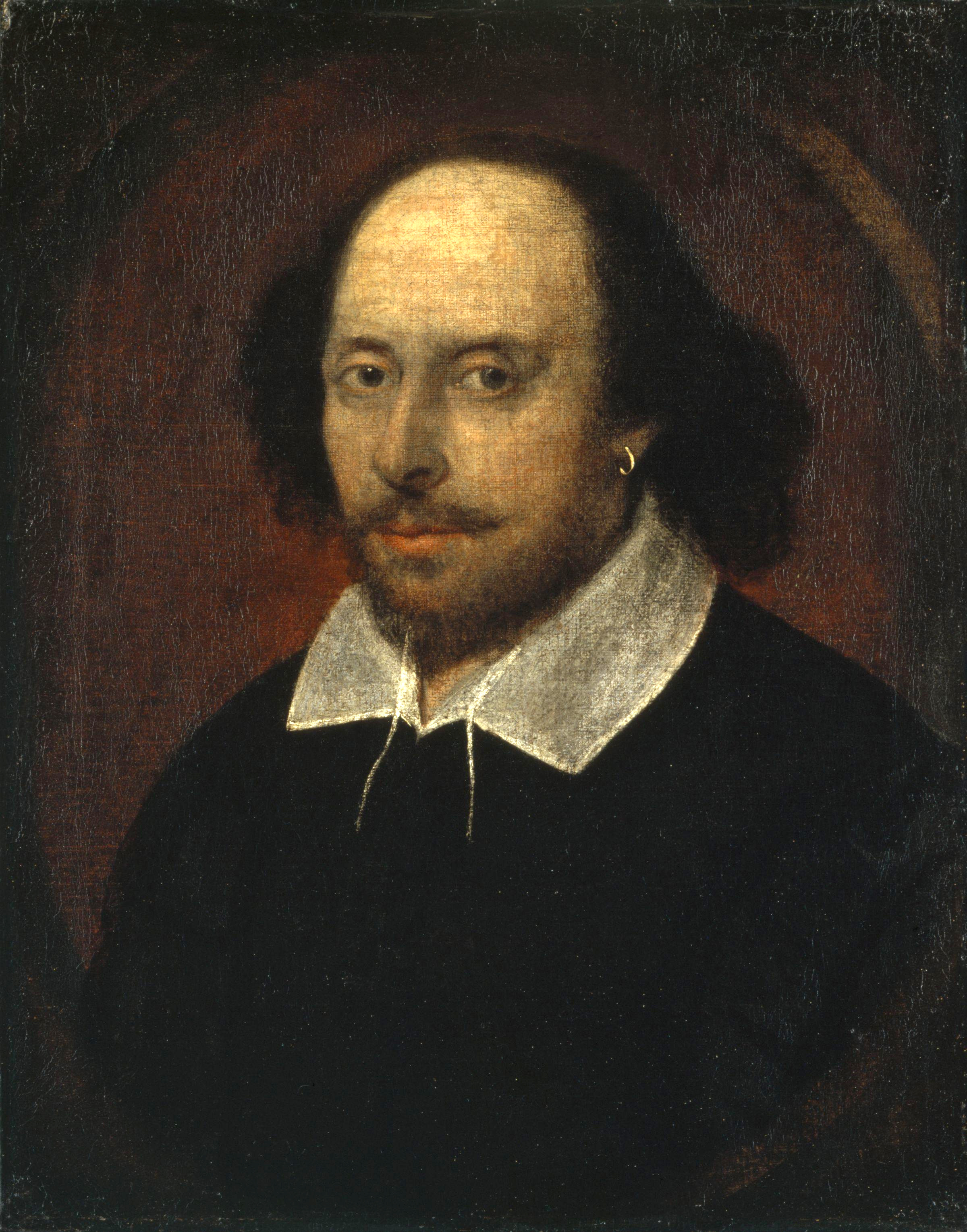
Shakespeare

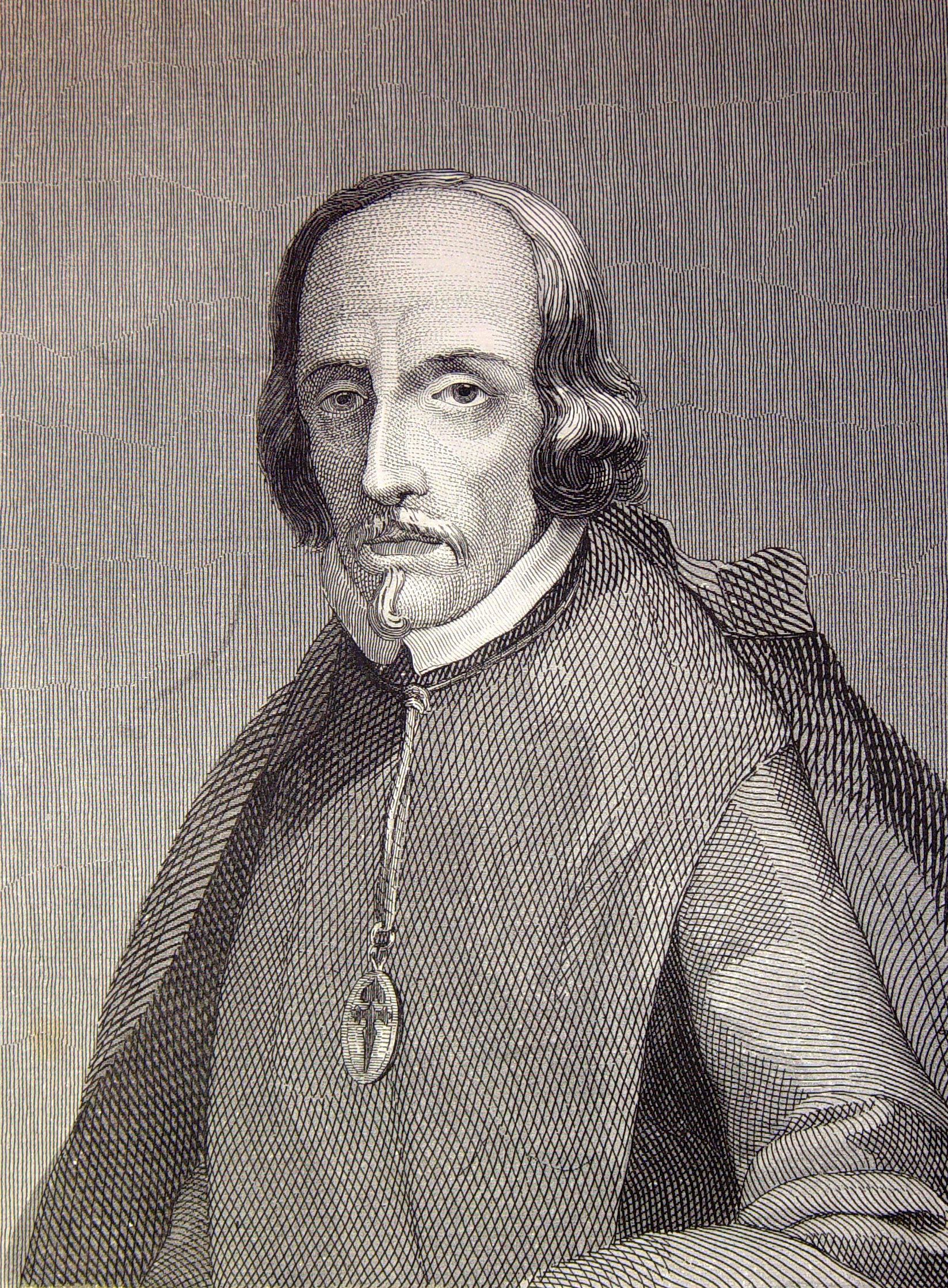
Calderón de la Barca

El enfoque dramatúrgico o sociología dramatúrgica, es una perspectiva sociológica comúnmente utilizada en los relatos microsociológicos de la interacción social en la vida cotidiana. El término fue adoptado por primera vez en la sociología del teatro por Erving Goffman, quien desarrolló la mayor parte de la terminología e ideas relacionadas en su libro de 1959, La presentación de la persona en la vida cotidiana. 

## Orígenes y planteamientos

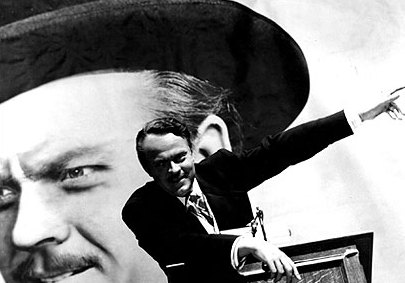
Orson Welles. Ciudadano Kane ejemplo de realización dramática

Kenneth Burke, a quien Goffman más tarde reconocería como una influencia, había presentado sus nociones de dramatismo en 1945, que a su vez derivan de Shakespeare, sobre todo en la comedia Como gustéis y que también se pueden apreciar en la obra de Calderón de la Barca, El gran teatro del mundo, cuyo tema es el de la vida humana como un teatro donde cada persona representa un papel. 
La diferencia fundamental entre Burke y Goffman es que Burke creía que la vida era de hecho teatro, mientras que Goffman veía el teatro como una metáfora. Si nos imaginamos a nosotros mismos como directores observando lo que sucede en el teatro de la vida cotidiana, estamos haciendo lo que Goffman llamó el análisis dramatúrgico, el estudio de la interacción social en términos de representación teatral.
En sociología dramatúrgica se argumenta que los elementos de las interacciones humanas dependen del tiempo, el lugar y la audiencia. En otras palabras, para Goffman, el yo es una sensación de quién es, un efecto dramático que surge de la escena inmediata que se representa. Goffman forma una metáfora teatral al definir el método en el que un ser humano se presenta a otro basado en valores, normas y creencias culturales. Las actuaciones pueden tener interrupciones (los actores son conscientes de eso), pero la mayoría tienen éxito. El objetivo de esta presentación de sí mismo es buscar la aceptación de la audiencia a través de una interpretación cuidadosamente conducida. Si el actor tiene éxito, la audiencia verá al actor como él o ella quiere ser visto.
Una acción dramatúrgica es una acción social diseñada para ser vista por los demás y para mejorar la autoimagen pública de uno mismo. Además de Erving Goffman, este concepto ha sido utilizado por Jürgen Habermas y Harold Garfinkel, entre otros.

## Perspectiva dramatúrgica

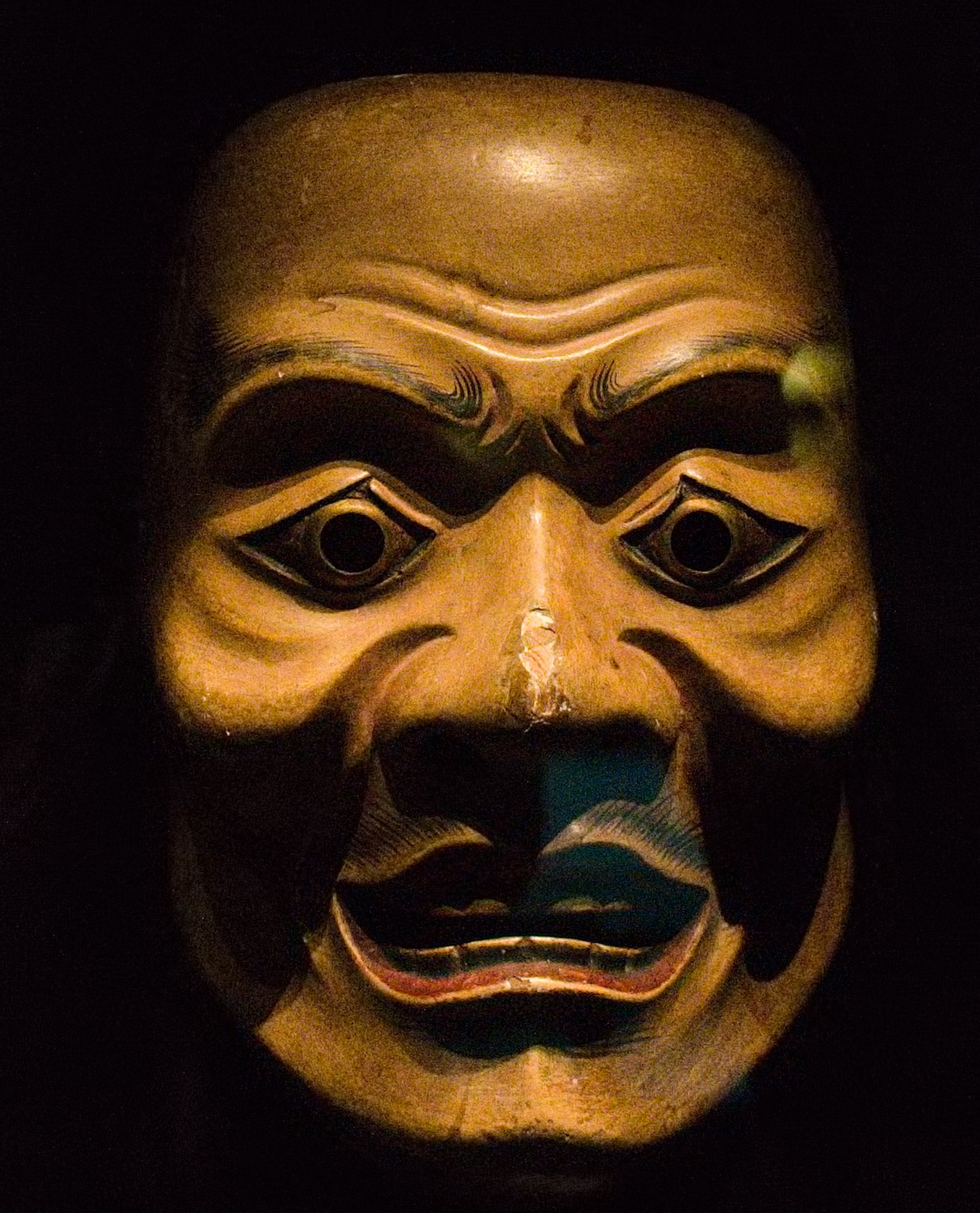
Máscara japonesa de Teatro Noh. Siglo XVII

La perspectiva dramatúrgica es uno de varios paradigmas sociológicos separados de otras teorías sociológicas porque no examina la causa del comportamiento humano sino que analiza el contexto. Esto es, sin embargo, discutible dentro de Sociología. Hay algunos sociólogos que consideran Dramaturgia una teoría o marco teórico, mientras que otros la consideran un paradigma sociológico. En Frame Analysis, Goffman escribe: "Lo importante es el sentido que él [una persona o un actor] les proporciona [a los demás o al público] a través de su trato con ellos sobre qué tipo de persona es detrás del rol que está representando"(p.298). 
La perspectiva dramatúrgica puede verse como un ancla de esta perspectiva, donde la identidad del individuo se realiza a través de roles y el consenso entre el actor y el público. Debido a esta dependencia del consenso para definir situaciones sociales, la perspectiva argumenta que no hay un significado concreto para ninguna interacción que no pueda redefinirse. La dramaturgia enfatiza la expresividad como el componente principal de las interacciones. Se denomina como la "visión de doble cara de la interacción humana".

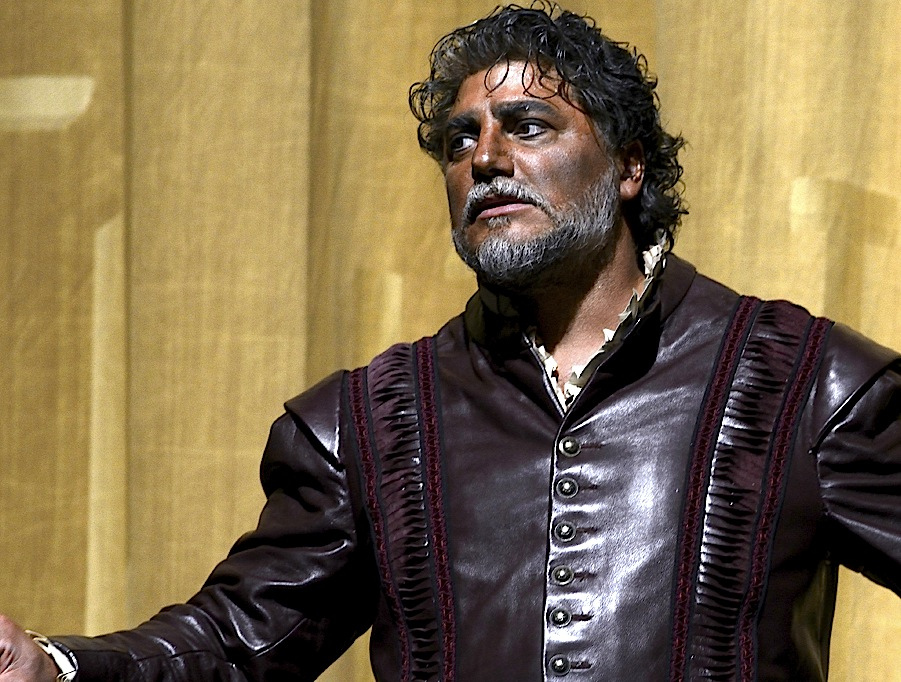
José Cura en Otello. 2013, ejemplo de idealización

La teoría dramatúrgica sugiere que la identidad de una persona no es una entidad psicológica estable e independiente, sino que se rehace constantemente a medida que la persona interactúa con los demás.
En un modelo dramatúrgico, la interacción social se analiza en términos de cómo las personas viven sus vidas como actores actuando en un escenario. Este análisis ofrece una mirada a los conceptos de estado y rol. Un estado es como una parte en una obra de teatro, y un papel sirve como guion, proporcionando diálogo y acción para los personajes. Al igual que en el escenario, las personas en su vida cotidiana manejan la configuración, la ropa, las palabras y las acciones no verbales para dar una impresión particular a los demás. Goffman describió la "interpretación" de cada individuo como la presentación de uno mismo, los esfuerzos de una persona para crear impresiones específicas en las mentes de los demás. Este proceso a veces se denomina "gestión de impresiones". 
Goffman hace una distinción importante entre el comportamiento de "etapa frontal" y "etapa posterior". Como el término / concepto implica, las acciones de "etapa de entrada" son visibles para el público y son parte de la interpretación. Las personas participan en conductas de "back stage" cuando no hay público presente. Por ejemplo, es probable que un camarero en un restaurante actúe de una manera frente a los clientes, pero que sea mucho más informal en la cocina. Es probable que haga cosas en la cocina que puedan parecer indecorosas frente a los clientes.
Antes de una interacción con otro, un individuo prepara un rol, o impresión, que quiere hacer al otro. Estos roles están sujetos a lo que en el teatro se denomina "carácter de ruptura". Pueden ocurrir intrusiones inoportunas, en las que una actuación entre bastidores es interrumpida por alguien que no debe verla. Además, hay ejemplos de cómo el público para cualquier actuación personal juega un papel en la determinación del rumbo que toma: cómo ignoramos muchos fallos interpretativos, como si alguien se tropieza o escupe mientras habla.

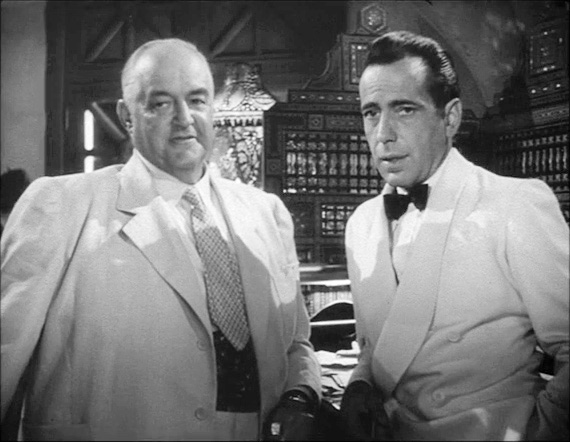
Humphrey Bogart y Sydney Greenstreet en Casablanca, ejemplo de control expresivo

## Actuación
Hay siete elementos importantes que Goffman identifica con respecto a la actuación:
1. La creencia por parte del que está actuando es importante, incluso si no puede ser juzgado por otros. La audiencia solo puede tratar de adivinar si el intérprete es sincero o cínico.
2. El frente o "la máscara" es una técnica estandarizada, generalizable y transferible para que el ejecutante controle la manera en que el público lo percibe.
3. La realización dramática es una descripción de los aspectos del artista intérprete o ejecutante que desea que la audiencia sepa. Cuando el artista intérprete o ejecutante quiere hacer hincapié en algo, él / ella continuará la realización dramática.
4. Idealización. Una presentación a menudo presenta una visión idealizada de la situación para evitar confusión (tergiversación) y fortalecer otros elementos (frentes, realización dramática). Las audiencias a menudo tienen una "idea" de cómo debería ser una situación determinada (actuación) y los intérpretes intentarán llevar a cabo la interpretación de acuerdo con esa idea.
5. El mantenimiento del control expresivo se refiere a la necesidad de mantenerse 'en carácter'. La interpretación tiene que asegurarse de que envía las señales correctas y silencia la compulsión ocasional para transmitir conductas engañosas que podrían perjudicar la actuación.
6. La tergiversación se refiere al peligro de transmitir un mensaje equivocado. La audiencia tiende a pensar en una actuación como genuina o falsa, y los artistas en general desean evitar que una audiencia no los crea (ya sea genuinos o no).
7. La mistificación se refiere a la ocultación de cierta información de la audiencia, ya sea para aumentar el interés de la audiencia en el actor o para evitar divulgar información que podría ser perjudicial para el artista intérprete o ejecutante.

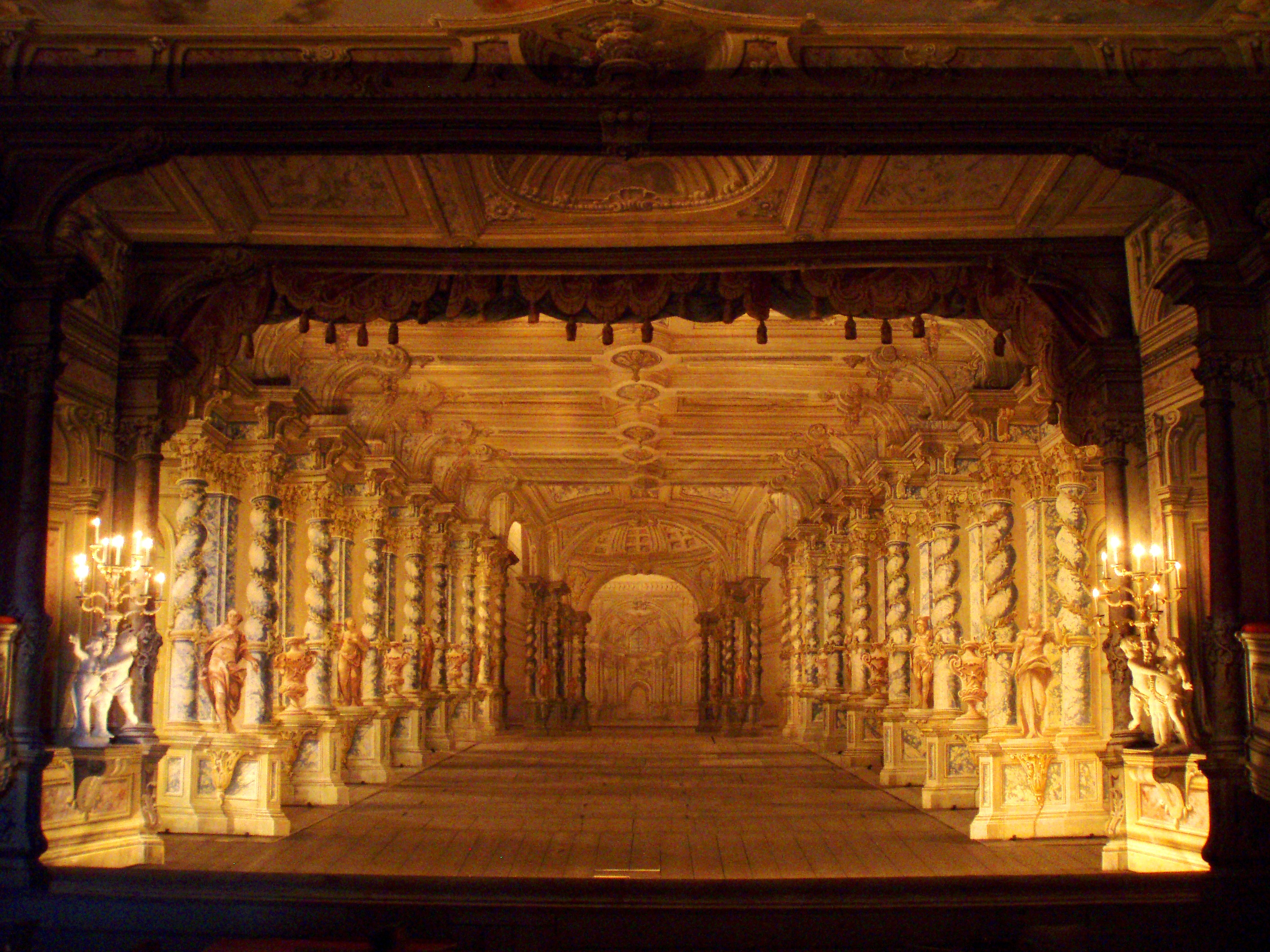
El escenario

## Equipos
Dentro de este análisis, los equipos son grupos de personas que cooperan entre sí para compartir la 'línea de actuación'. Los miembros del equipo deben compartir información en la medida que los errores se reflejan en todos. Los miembros del equipo también tienen conocimiento interno y no se dejan engañar por las actuaciones de los demás.

## Escenarios

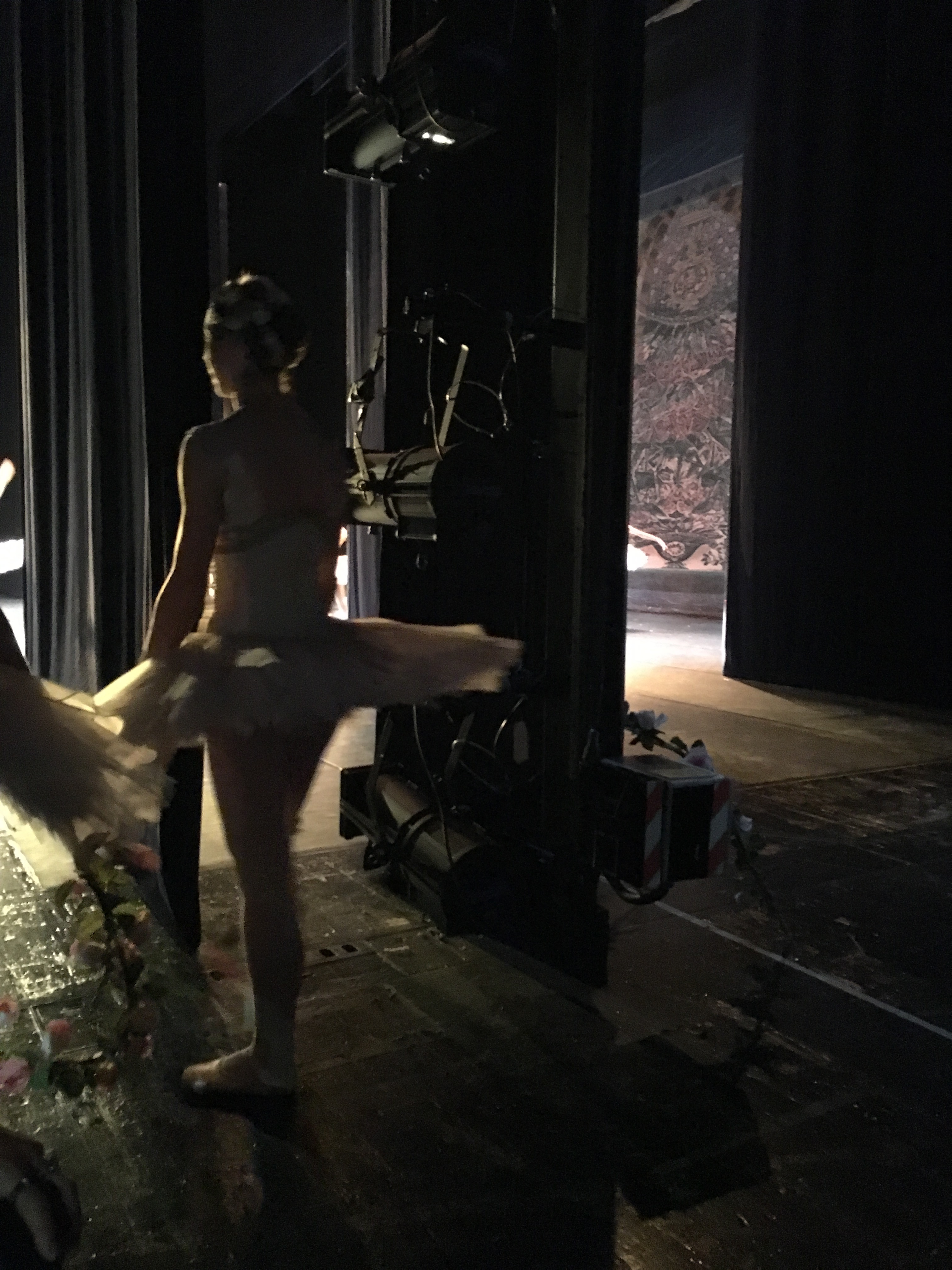
Bailarina entre bambalinas, El Corsario. Teatro Real de Madrid

Las etapas o regiones se refieren a las tres áreas distintas donde se pueden encontrar diferentes individuos con diferentes roles e información. Hay tres etapas: frente, atrás y afuera.

### El escenario
Dentro de la sociedad, se espera que nos presentemos de cierta manera, sin embargo, cuando una persona va en contra de la norma, la sociedad tiende a darse cuenta. Por lo tanto, se espera que nos pongamos un disfraz y actuemos de manera diferente frente a la audiencia. Goffman notó este hábito de la sociedad y desarrolló la idea del escenario. En su libro La presentación de la persona en la vida cotidiana, Goffman define el escenario como "aquella parte de la actuación del individuo que regularmente funciona de manera general y define la situación para quienes observan la actuación". Durante la etapa en el escenario, el actor actúa formalmente y se adhiere a las convenciones que tienen significado para la audiencia. Es una parte de la actuación dramatúrgica que es consistente y contiene formas generalizadas de explicar la situación o el papel que el actor está interpretando ante el público que lo observa. El actor sabe que lo están mirando y actúa en consecuencia. Esta es una presentación fija. Este concepto se puede ver en la película de 2005 Esperando. Los servidores deben actuar de manera mucho más adecuada y presentable en el comedor que en la cocina. Goffman dice que el escenario implica una diferenciación entre la configuración y el frente personal. Estos dos conceptos son necesarios para que el actor tenga una interpretación exitosa. 
El carácter personal consiste en elementos o equipos necesarios para actuar. Estos elementos generalmente son identificables por el público como una representación constante de la actuación y el actor. El carácter personal se divide en dos aspectos, apariencia y modales. La apariencia se refiere a los elementos del carácter personal que son un reflejo del estado social del actor. Manner se refiere a la forma en que un actor se comporta por sí mismo. La manera del actor de decirle a la audiencia qué esperar de su actuación.

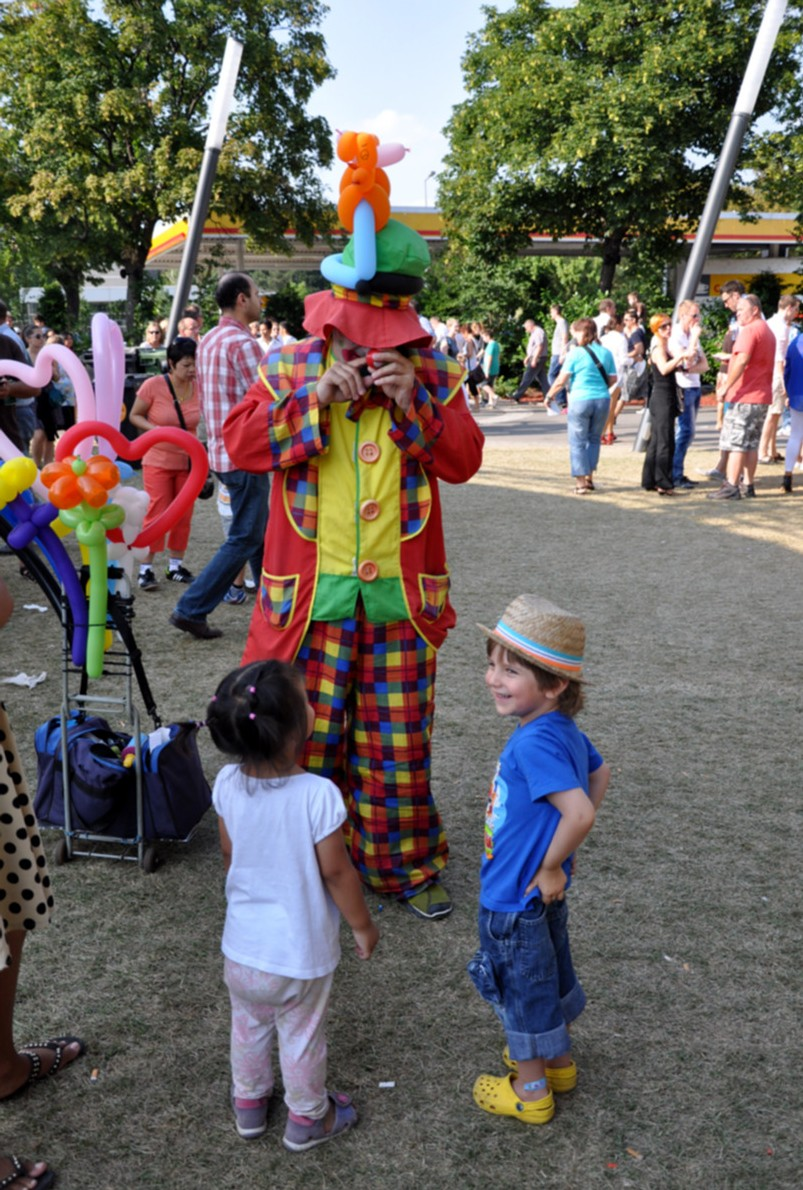
Fuera del escenario

### Bambalinas
La definición de Goffman de "bambalinas" de su libro "La presentación de la persona en la vida cotidiana" afirma que la parte trasera del escenario es donde "el actor puede relajarse, puede dejar caer su frente, abstenerse de hablar en su papel y salir del personaje". Cuando todo está dicho y hecho, y el individuo regresa al último plano. Los actores se sienten tan aliviados que saben que las acciones que no se tolerarían en el escenario principal son libres de ser expresadas. Todas sus acciones no son para complacer a nadie más que a sí mismos en las bambalinas. Allí es donde los artistas están presentes, pero la audiencia no, y los artistas pueden salir del personaje sin temor a interrumpir la interpretación. Es donde los hechos suprimidos en el escenario o varios tipos de acciones informales pueden aparecer. En pocas palabras, las bambalinas están completamente separadas del escenario frontal. Ningún miembro de la audiencia puede aparecer en la parte posterior. El actor toma muchas precauciones para asegurar esto.
Las bambalinas son un término relativo, existen solo con respecto a una audiencia específica: cuando dos o más personas están presentes, casi nunca habrá unas verdaderas bambalinas.

### Fuera del escenario
Fuera del escenario, es el lugar donde los individuos no están involucrados en la interpretación (aunque pueden no ser conscientes de ello). El off-stage es donde los actores individuales se encuentran con los miembros de la audiencia independientemente de la actuación del equipo en el escenario principal.

### Fronteras / regiones
Los límites o fronteras son importantes ya que impiden o restringen el movimiento de personas entre varias regiones. Los artistas intérpretes o ejecutantes deben ser capaces de maniobrar los límites para gestionar quién tiene acceso a la actuación, cuándo y cómo. El fenómeno de la frontera se destaca por el concepto de liminalidad de Victor Turner, y así se prolonga en el campo imaginable: como semiótica del ritual. El manejo de los umbrales puede operarse en varios ejes; el más crudo es la exclusión-inclusión, similar al encendido-apagado digital básico (1-0); ser parte o no puede ser visto como el activo fundamental en una sociedad; pero en la medida en que la sociedad es percibida como un conglomerado rizomático; más bien que un todo unitario o arborescente; el control de fronteras, por así decirlo, se convierte de manera paradójica en el problema central. Así, el estudio de la liminalidad en sociología, ritual y teatro revela los elementos ficticios que sustentan a la sociedad. 

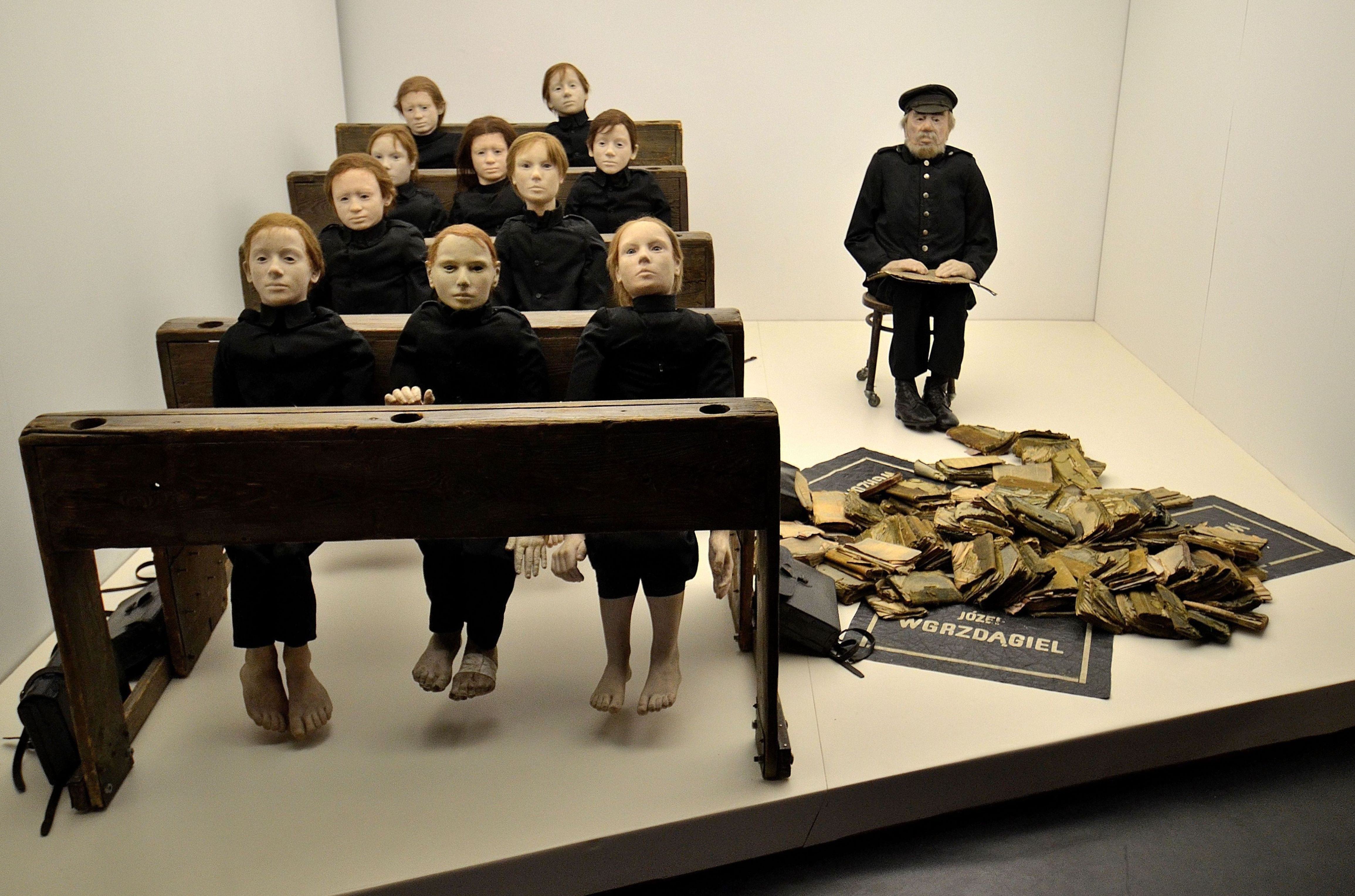
El teatro de Tadeus Kantor es un ejemplo de dramaturgia sociológica en que el mismo director asume el rol de Observador de la representación, dentro mismo del escenario.

Los ritos de paso parecen reflejar esto, ya que las promulgaciones de exclusión y la disociación parecen ser una característica esencial de los mismos. La promulgación de la exclusión de una sociedad parece ser esencial para la formación de un gobierno central imaginario (véase Michel Foucault).

## Papeles desiguales
Muchas actuaciones deben evitar que la audiencia obtenga cierta información (secretos). Para eso, se crean varios roles especializados.

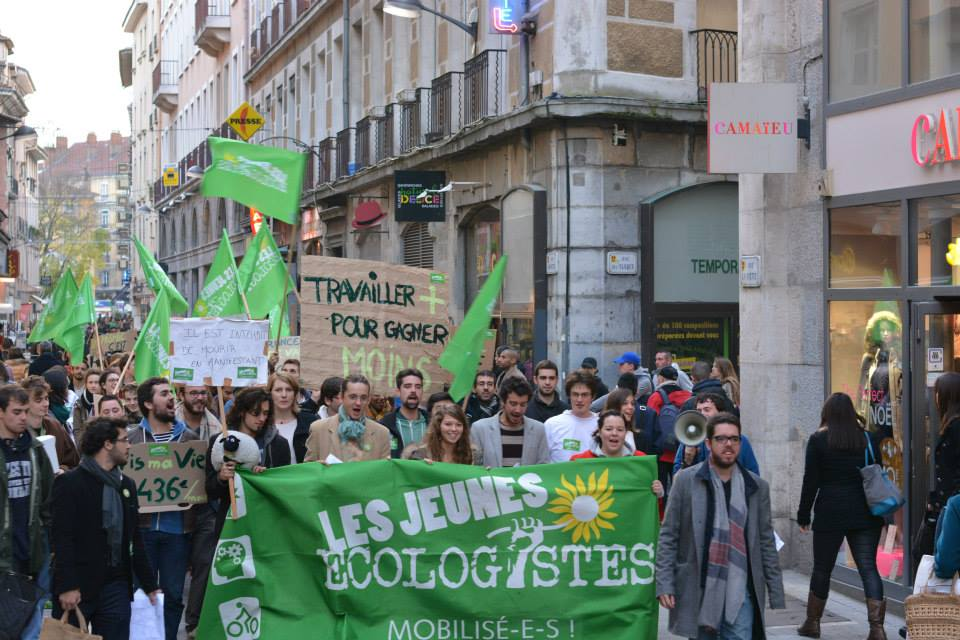
Los movimientos sociales hacen representaciones para darse a conocer

### Secretos
Existen diferentes tipos de secretos que deben ocultarse por varias razones:
- Secretos oscuros. Estos representan información sobre el equipo de interpretación que podría contradecir la imagen que el equipo presenta al público.
- Secretos estratégicos. Estos representan los objetivos, capacidades y conocimientos del equipo, lo que permite al equipo controlar a la audiencia y dirigirla en la dirección que el equipo desee.
- Secretos internos. Estos representan información conocida por el equipo y se considera como algo compartido solo con otros compañeros de equipo para aumentar la vinculación del equipo.
- Secretos leales. Esos secretos deben mantenerse para mantener el rol y la integridad del equipo; mantenerlos demuestra confiabilidad.
- Secretos libres. El secreto de otra persona, no relacionado con uno mismo y que puede revelarse mientras se mantiene el papel. La divulgación de tales secretos no debería afectar a la representación.

### Roles
Hay tres roles básicos en el esquema de Goffman, cada uno centrado en quién tiene acceso a qué información. Los artistas son más conocedores. Las audiencias solo saben lo que revelaron los artistas y lo que observaron ellos mismos. Los forasteros tienen poca o ninguna información relevante.
Los roles se pueden dividir en tres grupos e incluyen:
Roles relacionados con información de manipulación y fronteras del equipo:
- El "Informante": un pretendiente al papel de un miembro del equipo que gana confianza en los equipos, se permite entre bastidores, pero luego se une a la audiencia y revela información sobre la representación. Ejemplos: espías o traidores.
- El "Infiltrado": este rol es un opuesto al informante; pretende ser un miembro de la audiencia pero es un miembro del equipo de interpretación. Su papel es manipular las reacciones de la audiencia.
- El "Observador": un miembro de la audiencia que tiene mucha información sobre la representación en general. El observador analiza a los artistas y puede revelar información a la audiencia. Ejemplo: el crítico gastronómico en un restaurante.

Roles que se ocupan de facilitar las interacciones entre otros dos equipos:
- El "Intermediario" o "mediador": generalmente actúa con el permiso de ambas partes, actuando como mediador y / o mensajero, facilitando la comunicación entre varios equipos. El intermediario aprende muchos secretos y puede que no sea neutral.

Roles que mezclan el escenario y las bambalinas:
```
  Los 
"no-actores"
: las personas que están presentes durante el espectáculo, incluso pueden ser admitidas en el back-stage pero no son parte del "show". Su papel suele ser obvio y, por lo tanto, generalmente son ignorados por los artistas y el público. Ejemplo: un camarero, una señora de la limpieza. 
```

```
  El 
"especialista en servicios"
: individuos cuyos servicios especializados son requeridos, generalmente por los artistas intérpretes o ejecutantes. A menudo son invitados por los artistas intérpretes o ejecutantes a las bambalinas. Ejemplo: peluqueros, electricistas.
```

```
  El 
"colega"
: personas que son similares a los artistas intérpretes o ejecutantes pero que no son miembros del equipo en cuestión. Ejemplo: compañeros de trabajo.
```

```
  El 
"confidente"
: individuos a los que el artista intérprete o ejecutante revela detalles de la representación.
```

## Crítica
Se ha argumentado que la dramaturgia solo se debe aplicar en casos que involucren a personas asociadas en una institución. La teoría fue diseñada para instituciones y algunos creen que la teoría no debería aplicarse donde no se hayan probado.
Además de esto, también se ha dicho que la dramaturgia no contribuye al objetivo de la sociología de comprender la legitimidad de la sociedad.

## Aplicaciones
La investigación sobre esto se realiza mejor a través del trabajo de campo.
Por un lado, la dramaturgia se ha utilizado para describir cómo los movimientos sociales se comunican con el poder. Robert D. Benford y Scott A. Hunt argumentaron que "los movimientos sociales pueden describirse como dramas en los que los protagonistas y los antagonistas compiten para afectar las interpretaciones de las relaciones de poder en una variedad de dominios". Las personas que buscan el poder se presentan en el escenario frontal para cautivar la atención. Sin embargo, el yo de las bambalinas aún está presente, aunque indetectable. 
Una forma útil y cotidiana de entender la dramaturgia (específicamente el escenario principal y las bambalinas) es pensar en un camarero en un restaurante. Su principal preocupación para él o ella es el "servicio al cliente". Incluso si un cliente es grosero, se espera que los meseros y camareras sean amables ("el cliente siempre tiene la razón") como parte de sus responsabilidades laborales. Ese mismo camarero o camarera habla diferente cuando sale a su sala de descanso y puede quejarse, imitar y discutir con sus compañeros sobre cuán irritante y grosero es el cliente. En este ejemplo, el camarero / camarera actúa de cierta manera cuando trata con los clientes y actúa de una manera completamente diferente cuando está con sus compañeros de trabajo.
La dramaturgia también se ha aplicado al emergente dominio interdisciplinario de la investigación académica conocida como estudios de la "tecnología propia"; que se ocupa de la identidad humana en una sociedad tecnológica.
En términos de blogs, (específicamente en blogs de moda), los blogueros y sus lectores comparten un entorno social en la forma de una plataforma en línea. El bloguero puede construir su propia personalidad y crear una imagen de sí mismo que puede estar muy lejos de quién es en realidad en el mundo real; en otras palabras, los blogs de moda son una "actuación autoritaria". Se crea una relación entre el bloguero y el público donde el bloguero tiene el control de cómo y qué representa, mientras que el público es espectador de esta presentación del yo del bloguero.